# Sheyko Studer
Sheyko Darko Studer (Santa Fe, 12 novembre 2002) è un calciatore argentino, difensore dell'Independiente Rivadavia in prestito dal Talleres (C).

## Caratteristiche tecniche
È un difensore centrale.

## Carriera
Studer è cresciuto nel settore giovanile del Talleres (C), con cui ha firmato il primo contratto professionistico il 22 gennaio 2021. Il 13 febbraio 2023 è stato ceduto in prestito all'Everton fino a dicembre, dopodiché è stato assegnato alla squadra B del Talleres.
Nell'agosto del 2024 è stato ceduto in prestito all'Independiente Rivadavia ed il 17 settembre ha esordito nel calcio professionistico giocando l'incontro di Primera División vinto 1-0 contro il Defensa y Justicia.

## Statistiche

### Presenze e reti nei club
Statistiche aggiornate al 13 luglio 2025.
| Stagione        | Squadra                 | Campionato      | Campionato | Campionato | Coppe nazionali | Coppe nazionali | Coppe nazionali | Coppe continentali | Coppe continentali | Coppe continentali | Altre coppe | Altre coppe | Altre coppe | Totale | Totale | Totale |
| Stagione        | Squadra                 | Comp            | Pres       | Reti       | Comp            | Pres            | Reti            | Comp               | Pres               | Reti               | Comp        | Pres        | Reti        | Pres   | Reti   |        |
| --------------- | ----------------------- | --------------- | ---------- | ---------- | --------------- | --------------- | --------------- | ------------------ | ------------------ | ------------------ | ----------- | ----------- | ----------- | ------ | ------ | ------ |
| 2024            | Independiente Rivadavia | PD              | 14         | 2          | -               | -               | -               | -                  | -                  | -                  | -           | -           | -           | 14     | 2      |        |
| 2025            | Independiente Rivadavia | PD              | 17         | 1          | CA              | 2               | 0               | -                  | -                  | -                  | -           | -           | -           | 19     | 1      |        |
| Totale carriera | Totale carriera         | Totale carriera | 31         | 3          |                 | 2               | 0               |                    | -                  | -                  |             | -           | -           | 33     | 3      |        |